# Kim Yeon-man
Kim Yeon-man (kor. 김 연만; ur. 1 lipca 1963) – południowokoreański zapaśnik w stylu wolnym. Olimpijczyk z Seulu 1988, gdzie odpadł w eliminacjach w kategorii 62 kg.
Srebrny medalista mistrzostw Azji w 1991 i piąty w Pucharze Świata w 1989 roku.